# Mike Wilson
Michael James «Mike» Wilson (San Luis, 1974) es un escritor y docente estadounidense-argentino radicado en Chile. Sus primeras cuatro novelas lo proyectaron como parte del movimiento literario chileno conocido como «freak power». Su quinta novela, Leñador (2013), fue aclamada por la crítica y obtuvo los premios Crítica y Consejo Nacional de Cultura y Artes.

## Biografía

### Primeros años y formación
Mike Wilson nació en el año 1974 en la ciudad de San Luis, Estados Unidos, como hijo de un padre norteamericano y una madre argentina. Vivió allí hasta los dos años, criándose en América del Sur: junto a su familia, vivió en Chile, Paraguay y la Argentina, donde concluyó su educación primaria y realizó su educación secundaria. En la Universidad de Cornell, estudió Literatura Hispánica y conoció al escritor boliviano Edmundo Paz Soldán.

### Trayectoria literaria
En el 2003, Wilson publicó su primera novela, Nachtrópolis. En el 2005, se mudó a Chile después de doctorarse en la Universidad de Cornell y obtuvo un puesto de profesor de literatura inglesa en la Pontificia Universidad Católica de Chile. En los años 2008, 2009 y 2011, respectivamente, publicó tres novelas cortas: El púgil, Zombie y Rockabilly.
En el 2013, terminó su relación con la editorial Alfaguara y publicó en el sello chileno Orjikh su quinta novela, Leñador, donde exploró «la posibilidad de escribir sin narrar, sin la necesaria acción que todos esperan». La obra fue aclamada por la crítica y recibió los premios Crítica y Consejo Nacional de Cultura y Artes. En el 2014, publicó el ensayo Wittgenstein y el sentido tácito de las cosas. En el 2016, editó en forma de fanzine el cuento Scout.
En el 2017, publicó en la editorial argentina Fiordo el libro Ártico: una lista. Según él, el texto es un «inventario de impresiones, una nouvelle en verso, un poema largo, una lista», y lo escribió en eel 2015 durante un viaje a Ushuaia. En el 2019, publicó en Fiordo su séptima novela, Ciencias Ocultas. En el 2020, editó su octava novela, Némesis, en el sello Mw. En el 2022, Planeta publicó su primera novela infantil, Un niño llamado Gárgola. En el 2023, publicó en Fiordo su novena novela, Dios duerme en la piedra.

## Obra

### Novela
- Nachtrópolis (Ambrosía, 2003)
- El púgil (Forja, 2008)
- Zombie (Alfaguara, 2009)
- Rockabilly (Alfaguara, 2011)
- Leñador (Orjikh, 2013)
- Ártico: una lista (Fiordo, 2017)
- Ciencias ocultas (Fiordo, 2019)

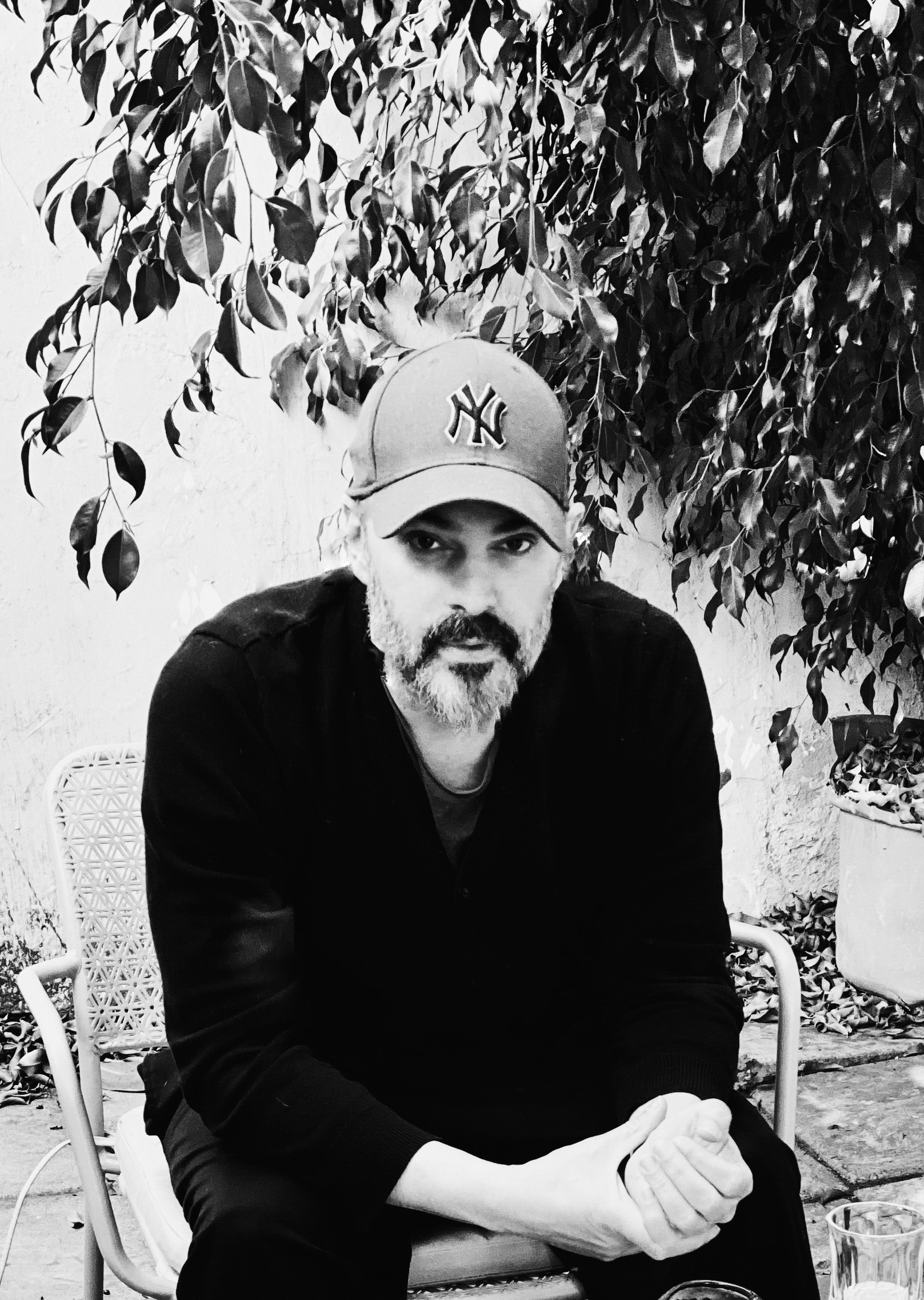
Wilson en el año 2020.

- Némesis (Mw, 2020; Lastarria & De Mora, 2021)
- Un niño llamado Gárgola (Planeta, 2022)
- Dios duerme en la piedra (Fiordo, 2023)

### Cuento
- Scout (2016)
- Scout / El océano invisible (Descontexto Editores, 2021)

### Ensayo
- Where Is My Mind? Cognición, literatura y cine (Cuarto Propio, 2012)
- Wittgenstein y el sentido tácito de las cosas (Orjikh, 2014)

## Premios
- 2013: Premio a la Creación Artística de la Universidad Católica[19]
- 2014: Premio de la Crítica por Leñador[6]
- 2014: Premio del Consejo Nacional de Cultura y Artes por Leñador[6]